# Danh sách bài hát được thu âm bởi Arctic Monkeys
Đây là danh sách bài hát được thu âm bởi ban nhạc indie rock Anh Arctic Monkeys.

## Bảng
| Song released as a single | Indicates single release |

| Tiêu đề                                                                        | Năm  | Album / Đĩa đơn                                                                     | Viết nhạc                                            | Ghi chú                                                                                    |
| ------------------------------------------------------------------------------ | ---- | ----------------------------------------------------------------------------------- | ---------------------------------------------------- | ------------------------------------------------------------------------------------------ |
| "2013"                                                                         | 2013 | "Do I Wanna Know?"                                                                  | Alex Turner                                          | Single B-side                                                                              |
| "505"                                                                          | 2007 | Favourite Worst Nightmare                                                           | Alex Turner                                          |                                                                                            |
| "7"                                                                            | 2006 | "When the Sun Goes Down"                                                            | Alex Turner                                          | Single B-side (US version only)                                                            |
| "A Certain Romance"                                                            | 2006 | Whatever People Say I Am, That's What I'm Not                                       | Alex Turner                                          |                                                                                            |
| "All My Own Stunts"                                                            | 2011 | Suck It and See                                                                     | Alex Turner                                          |                                                                                            |
| "Arabella"                                                                     | 2013 | AM                                                                                  | Alex Turner                                          |                                                                                            |
| "Baby I'm Yours"                                                               | 2006 | "Leave Before the Lights Come On"                                                   | Van McCoy                                            | Barbara Lewis cover, single B-side                                                         |
| "Bad Woman" (feat. Richard Hawley)                                             | 2007 | "Teddy Picker"                                                                      | Arctic Monkeys (như The Death Ramps), Richard Hawley | Single B-side                                                                              |
| "Balaclava"                                                                    | 2007 | Favourite Worst Nightmare                                                           | Alex Turner                                          |                                                                                            |
| "Bigger Boys and Stolen Sweethearts"                                           | 2005 | "I Bet You Look Good on the Dancefloor"                                             | Alex Turner                                          | Single B-side                                                                              |
| "Black Treacle"                                                                | 2011 | Suck It and See                                                                     | Alex Turner                                          |                                                                                            |
| "Brianstorm"                                                                   | 2007 | Favourite Worst Nightmare                                                           | Alex Turner                                          |                                                                                            |
| "Brick by Brick"                                                               | 2011 | Suck It and See                                                                     | Alex Turner                                          |                                                                                            |
| "Catapult"                                                                     | 2009 | "Cornerstone"                                                                       | Alex Turner                                          | Single B-side                                                                              |
| "Chun-Li's Spinning Bird Kick"                                                 | 2005 | "I Bet You Look Good on the Dancefloor"                                             | Alex Turner                                          | Single B-side, instrumental                                                                |
| "Cigarette Smoker Fiona"                                                       | 2006 | Who the Fuck Are Arctic Monkeys? EP                                                 | Alex Turner                                          |                                                                                            |
| "Come Together"                                                                | 2012 | Isles of Wonder                                                                     | Lennon/McCartney                                     | Hát lại của The Beatles                                                                    |
| "Cornerstone"                                                                  | 2009 | Humbug                                                                              | Alex Turner                                          |                                                                                            |
| "Crying Lightning"                                                             | 2009 | Humbug                                                                              | Alex Turner                                          |                                                                                            |
| "D Is for Dangerous"                                                           | 2007 | Favourite Worst Nightmare                                                           | Alex Turner                                          |                                                                                            |
| "Da Frame 2R"                                                                  | 2007 | "Matador/Da Frame 2R" / Favourite Worst Nightmare                                   | Alex Turner                                          | Album Japanese edition bonus track                                                         |
| "Dance Little Liar"                                                            | 2009 | Humbug                                                                              | Alex Turner                                          |                                                                                            |
| "Dancing Shoes"                                                                | 2006 | Whatever People Say I Am, That's What I'm Not                                       | Alex Turner                                          |                                                                                            |
| "Dangerous Animals"                                                            | 2009 | Humbug                                                                              | Alex Turner                                          |                                                                                            |
| "Despair in the Departure Lounge"                                              | 2006 | Who the Fuck Are Arctic Monkeys? EP                                                 | Alex Turner                                          |                                                                                            |
| "Do I Wanna Know?"                                                             | 2013 | AM                                                                                  | Alex Turner                                          |                                                                                            |
| "Do Me a Favour"                                                               | 2007 | Favourite Worst Nightmare                                                           | Alex Turner                                          |                                                                                            |
| "Don't Forget Whose Legs You're On"                                            | 2010 | "My Propeller"                                                                      | Alex Turner                                          | Single B-side                                                                              |
| "Don't Sit Down 'Cause I've Moved Your Chair"                                  | 2011 | Suck It and See                                                                     | Alex Turner                                          |                                                                                            |
| "Electricity"                                                                  | 2012 | "R U Mine?"                                                                         | Alex Turner                                          | Single B-side                                                                              |
| "Evil Twin"                                                                    | 2011 | "Suck It and See"                                                                   | Alex Turner                                          | Single B-side                                                                              |
| "Fake Tales of San Francisco" (EP version)                                     | 2005 | Five Minutes with Arctic Monkeys EP                                                 | Alex Turner                                          |                                                                                            |
| "Fake Tales of San Francisco"                                                  | 2006 | Whatever People Say I Am, That's What I'm Not                                       | Alex Turner                                          |                                                                                            |
| "Fire and the Thud"                                                            | 2009 | Humbug                                                                              | Alex Turner                                          |                                                                                            |
| "Fireside"                                                                     | 2013 | AM                                                                                  | Alex Turner                                          |                                                                                            |
| "Fluorescent Adolescent"                                                       | 2007 | Favourite Worst Nightmare                                                           | Alex Turner, Johanna Bennett                         |                                                                                            |
| "Fright Lined Dining Room"                                                     | 2009 | "Cornerstone"                                                                       | Alex Turner                                          | Single B-side                                                                              |
| "From the Ritz to the Rubble" (EP version)                                     | 2005 | Five Minutes with Arctic Monkeys EP                                                 | Alex Turner                                          |                                                                                            |
| "From the Ritz to the Rubble"                                                  | 2006 | Whatever People Say I Am, That's What I'm Not                                       | Alex Turner                                          |                                                                                            |
| "I Bet You Look Good on the Dancefloor"                                        | 2005 | Whatever People Say I Am, That's What I'm Not                                       | Alex Turner                                          |                                                                                            |
| "I Haven't Got My Strange"                                                     | 2009 | Humbug / "Crying Lightning"                                                         | Alex Turner                                          | Album iTunes bonus track, single B-side                                                    |
| "I Wanna Be Yours"                                                             | 2013 | AM                                                                                  | Alex Turner, John Cooper Clarke                      |                                                                                            |
| "I Want It All"                                                                | 2013 | AM                                                                                  | Alex Turner                                          |                                                                                            |
| "I.D.S.T."                                                                     | 2011 | "Don't Sit Down 'Cause I've Moved Your Chair"                                       | Alex Turner                                          | Single B-side                                                                              |
| "If You Found This It's Probably Too Late"                                     | 2007 | "Brianstorm"                                                                        | Alex Turner                                          | Single B-side                                                                              |
| "If You Were There, Beware"                                                    | 2007 | Favourite Worst Nightmare                                                           | Alex Turner                                          |                                                                                            |
| "Joining the Dots"                                                             | 2010 | "My Propeller"                                                                      | Alex Turner                                          | Single B-side                                                                              |
| "Knee Socks"                                                                   | 2013 | AM                                                                                  | Alex Turner                                          |                                                                                            |
| "Leave Before the Lights Come On"                                              | 2006 | "Leave Before the Lights Come On"                                                   | Alex Turner                                          | Non-album single                                                                           |
| "Library Pictures"                                                             | 2011 | Suck It and See                                                                     | Alex Turner                                          |                                                                                            |
| "Little Illusion Machine (Wirral Riddler)" (feat. Miles Kane)                  | 2011 | "The Hellcat Spangled Shalalala"                                                    | Arctic Monkeys (như The Death Ramps), Miles Kane     | Single B-side                                                                              |
| "Love Is a Laserquest"                                                         | 2011 | Suck It and See                                                                     | Alex Turner                                          |                                                                                            |
| "My Propeller"                                                                 | 2009 | Humbug                                                                              | Alex Turner, Jamie Cook                              |                                                                                            |
| "Mad Sounds"                                                                   | 2013 | AM                                                                                  | Alex Turner, Alan Smyth                              |                                                                                            |
| "Mardy Bum"                                                                    | 2006 | Whatever People Say I Am, That's What I'm Not                                       | Alex Turner                                          |                                                                                            |
| "Matador"                                                                      | 2007 | "Matador/Da Frame 2R" / Favourite Worst Nightmare                                   | Alex Turner                                          | Album Japanese edition bonus track                                                         |
| "Nettles"                                                                      | 2007 | "Teddy Picker"                                                                      | Alex Turner                                          | Single B-side                                                                              |
| "Nettles"                                                                      | 2007 | "The Death Ramps / Nettles"                                                         | Alex Turner                                          | Limited edition single (as The Death Ramps)                                                |
| "No Buses"                                                                     | 2006 | Who the Fuck Are Arctic Monkeys? EP                                                 | Alex Turner                                          |                                                                                            |
| "No. 1 Party Anthem"                                                           | 2013 | AM                                                                                  | Alex Turner                                          |                                                                                            |
| "Old Yellow Bricks"                                                            | 2007 | Favourite Worst Nightmare                                                           | Alex Turner, Jon McClure                             |                                                                                            |
| "One for the Road"                                                             | 2013 | AM                                                                                  | Alex Turner                                          |                                                                                            |
| "Only Ones Who Know"                                                           | 2007 | Favourite Worst Nightmare                                                           | Alex Turner                                          |                                                                                            |
| "Perhaps Vampires Is a Bit Strong But.."                                       | 2006 | Whatever People Say I Am, That's What I'm Not                                       | Alex Turner                                          |                                                                                            |
| "Piledriver Waltz"                                                             | 2011 | Suck It and See                                                                     | Alex Turner                                          |                                                                                            |
| "Plastic Tramp"                                                                | 2007 | "Fluorescent Adolescent"                                                            | Alex Turner                                          | Single B-side                                                                              |
| "Potion Approaching"                                                           | 2009 | Humbug                                                                              | Alex Turner                                          |                                                                                            |
| "Pretty Visitors"                                                              | 2009 | Humbug                                                                              | Alex Turner                                          |                                                                                            |
| "Put Your Dukes Up John"                                                       | 2006 | "Leave Before the Lights Come On"                                                   | Mat Gregory                                          | Hát lại The Little Flames, single B-side                                                   |
| "R U Mine?"                                                                    | 2012 | AM                                                                                  | Alex Turner                                          |                                                                                            |
| "Reckless Serenade"                                                            | 2011 | Suck It and See                                                                     | Alex Turner                                          |                                                                                            |
| "Red Light Indicates Doors Are Secured"                                        | 2006 | Whatever People Say I Am, That's What I'm Not                                       | Alex Turner                                          |                                                                                            |
| "Red Right Hand"                                                               | 2009 | Humbug / "Crying Lightning"                                                         | Mick Harvey, Nick Cave, Thomas Wydler                | Hát lại của Nick Cave and the Bad Seeds, single B-side, album Japanese edition bonus track |
| "Riot Van"                                                                     | 2006 | Whatever People Say I Am, That's What I'm Not                                       | Alex Turner                                          |                                                                                            |
| "Secret Door"                                                                  | 2009 | Humbug                                                                              | Alex Turner                                          |                                                                                            |
| "Settle for a Draw"                                                            | 2006 | "When the Sun Goes Down"                                                            | Alex Turner                                          | Single B-side                                                                              |
| "She's Thunderstorms"                                                          | 2011 | Suck It and See                                                                     | Alex Turner                                          |                                                                                            |
| "Sketchead"                                                                    | 2009 | "Cornerstone"                                                                       | Alex Turner                                          | Single B-side                                                                              |
| "Snap Out of It"                                                               | 2013 | AM                                                                                  | Alex Turner                                          |                                                                                            |
| "Stickin' to the Floor"                                                        | 2006 | "When the Sun Goes Down"                                                            | Alex Turner                                          | Single B-side                                                                              |
| "Still Take You Home"                                                          | 2006 | Whatever People Say I Am, That's What I'm Not                                       | Alex Turner, Jamie Cook                              |                                                                                            |
| "Stop the World I Wanna Get Off with You"                                      | 2013 | "Why'd You Only Call Me When You're High?"                                          | Alex Turner                                          | Single B-side                                                                              |
| "Suck It and See"                                                              | 2011 | Suck It and See                                                                     | Alex Turner                                          |                                                                                            |
| "Teddy Picker"                                                                 | 2007 | Favourite Worst Nightmare                                                           | Alex Turner                                          |                                                                                            |
| "Temptation Greets You Like Your Naughty Friend" (feat. Dizzee Rascal)         | 2007 | "Brianstorm"                                                                        | Alex Turner, Dizzee Rascal                           | Single B-side                                                                              |
| "That's Where You're Wrong"                                                    | 2011 | Suck It and See                                                                     | Alex Turner                                          |                                                                                            |
| "The Afternoon's Hat"                                                          | 2010 | "My Propeller"                                                                      | Alex Turner                                          | Single B-side                                                                              |
| "The Bad Thing"                                                                | 2007 | Favourite Worst Nightmare                                                           | Alex Turner, Jamie Cook                              |                                                                                            |
| "The Bakery"                                                                   | 2007 | "Fluorescent Adolescent"                                                            | Alex Turner                                          | Single B-side                                                                              |
| "The Blond-O-Sonic Shimmer Trap"                                               | 2011 | "Don't Sit Down 'Cause I've Moved Your Chair" / Suck It and See                     | Alex Turner                                          | Single B-side, Album Japanese edition bonus track                                          |
| "The Death Ramps"                                                              | 2007 | "Teddy Picker"                                                                      | Arctic Monkeys (như The Death Ramps)                 | Single B-side                                                                              |
| "The Death Ramps"                                                              | 2007 | "The Death Ramps / Nettles"                                                         | Arctic Monkeys (như The Death Ramps)                 | Limited edition single (as The Death Ramps)                                                |
| "The Hellcat Spangled Shalalala"                                               | 2011 | Suck It and See                                                                     | Alex Turner                                          |                                                                                            |
| "The Jeweller's Hands"                                                         | 2009 | Humbug                                                                              | Alex Turner                                          |                                                                                            |
| "The View from the Afternoon"                                                  | 2006 | Whatever People Say I Am, That's What I'm Not / Who the Fuck Are Arctic Monkeys? EP | Alex Turner                                          |                                                                                            |
| "This House Is a Circus"                                                       | 2007 | Favourite Worst Nightmare                                                           | Alex Turner                                          |                                                                                            |
| "Too Much to Ask"                                                              | 2007 | "Fluorescent Adolescent"                                                            | Alex Turner                                          | Single B-side                                                                              |
| "You Probably Couldn't See for the Lights but You Were Staring Straight at Me" | 2006 | Whatever People Say I Am, That's What I'm Not                                       | Alex Turner                                          |                                                                                            |
| "You're So Dark"                                                               | 2013 | "One for the Road"                                                                  |                                                      | Single B-side                                                                              |
| "What If You Were Right the First Time?"                                       | 2007 | "Brianstorm"                                                                        | Alex Turner                                          | Single B-side                                                                              |
| "When the Sun Goes Down"                                                       | 2006 | Whatever People Say I Am, That's What I'm Not                                       | Alex Turner                                          |                                                                                            |
| "Who the Fuck Are Arctic Monkeys?"                                             | 2006 | Who the Fuck Are Arctic Monkeys? EP                                                 | Alex Turner                                          |                                                                                            |
| "Why'd You Only Call Me When You're High?"                                     | 2013 | AM                                                                                  | Alex Turner                                          |                                                                                            |
| "You and I" (feat. Richard Hawley)                                             | 2012 | "Black Treacle"                                                                     | Arctic Monkeys (như The Death Ramps), Richard Hawley | Single B-side                                                                              |